# Aqüeducte de los Pilares
L'aqüeducte de los Pilares és al barri d'Oviedo de Ciudad Naranco, a Astúries (Espanya). Va ser construït entre 1570 i 1599 sota la direcció de Juan de Cerecedo, si bé va ser conclòs per Gonzalo de la Bárcena, lampista major de Valladolid. Es va declarar monument Històric-Artístic el 26 de novembre de 1915.
La construcció inicial comptava amb quaranta-dos arcs (denominats popularment «pilars»), una longitud de 390 metres i una altura de 10 metres amb un cost total de 15.500 ducats de l'època, pagats mitjançant impostos sobre la sidra i el vi.
Es va construir per a proveir la ciutat de les aigües de les fonts de Boo i Fitoria del mont Naranco. Entre la construcció al segle xvi i 1875 va ser la major i principal canal de distribució d'aigua de la ciutat fins que va ser substituïda per un sistema de dipòsits d'aigua i canonades a pressió projectat per Pedro Pérez de la Sala el 1864.
De l'aqüeducte queden només cinc pilars deixats com a homenatge i record del que va ser aquell aqüeducte, perquè el 1915 va ser enderrocada la resta per facilitar l'eixample i la nova organització de la ciutat. Aquests cinc arcs es van restaurar el 2006 amb un cost d'uns 48.000 euros.